# سائو بائولو دي إوليفنسا
سائو بائولو دي إوليفنسا (بالبرتغالية: São Paulo de Olivença‏) هي بلدية تقع في البرازيل في الأمازون (ولاية).[بحاجة لمصدر] يقدر عدد سكانها بـ 28,861 نسمة ومساحتها 19,746 كم2 .